# Okres Sanok
Okres Sanok (polsky Powiat sanocki) je okres v polském Podkarpatském vojvodství u hranic se Slovenskem. Rozlohu má 1158,55 km² a v roce 2019 zde žilo 94 385 obyvatel. Sídlem správy okresu je město Sanok. 

## Gminy
Městská:
- Sanok

Městsko-vesnická:
- Zagórz

Vesnické:
- Besko
- Bukowsko
- Komańcza
- Sanok
- Tyrawa Wołoska
- Zarszyn

## Města
- Sanok
- Zagórz

## Sousední okresy
| Růžice kompasu |        | Brzozów     | Przemyśl | Růžice kompasu |
| Růžice kompasu | Krosno | Sever       | Lesko    | Růžice kompasu |
| Růžice kompasu | Krosno | Okres Sanok | Lesko    | Růžice kompasu |
| Růžice kompasu | Krosno | Jih         | Lesko    | Růžice kompasu |
| Růžice kompasu |        |             |          | Růžice kompasu |